# Visió mesòpica
La visió mesòpica és una visió intermèdia (intermèdia entre la fotòpica i l'escotòpica) que es dona en situacions d'il·luminació que, sense arribar a la foscor total, tampoc no arriben a ser la llum d'un dia a ple sol. Es tracta, principalment, del tipus de visió emprat en condicions de llum artificial, on entren en joc tant cons com bastons.